# Zentrum für Telematik
Das Zentrum für Telematik (ZfT) ist ein deutsches Forschungsinstitut mit Sitz in der Stadt Würzburg; Obwohl der Forschungsschwerpunkt auf Robotik und Telematik liegt, gehört es auch zu den Instituten in Bayern, die Kleinsatelliten (Cubesats) mit Schwerpunkt auf Formationsflügen konzipieren und bauen. Im Jahr 2018 erhielt ein deutsch-israelisches Forschungsteam unter der Leitung des Zentrums für Telematik einen Forschungspreis des Europäischen Forschungsrats für den Bau von zehn Mikrosatelliten zur Erforschung der Wolken und zur Verbesserung globaler Klimamodelle. Das Zentrum für Telematik hat außerdem bei der Entwicklung des OBC (On-Board Computer) sowie der Lagebestimmungssensorik und dem Steuerungssystem von CubeSat UWE-4 eng mit der Universität Würzburg zusammengearbeitet, letzterer wurde am 27. Dezember 2018 als sekundäre Nutzlast auf einer Sojus-2 gestartet.

## Forschung
Das ZfT forscht im Bereich Telematik, der interdisziplinären Integration von Telekommunikation, Automatisierung und Informationstechnologie (allgemein bekannt als IT), die sich mit Techniken zur Bereitstellung von Diensten an entfernten Standorten befasst. Auf dieser Basis können Anwendungen in so unterschiedlichen Bereichen wie industrielle Fernwartung, Fernsteuerung von Robotern, Medizin, Luft- und Raumfahrt, Transport, Teleoperationen von Pico-Satelliten und Fernunterricht realisiert werden. Telematikanwendungen werden in naher Zukunft die Art und Weise, wie Menschen ihre Arbeit erledigen, und sogar das Fahrerlebnis verändern.
Angesichts der Bedeutung der Analyse verschiedener Prozesse, die es den Technikern vor Ort und dem in Servicezentren konzentrierten Fachpersonal ermöglichen, zusammenzuarbeiten, auch wenn sie sich auf verschiedenen Kontinenten befinden. Das Zentrum für Telematik informiert über Einsatzmöglichkeiten von Telematiktechnologien und unterstützt die Entwicklung von Produkten, Dienstleistungen und Anwendungen für Industrie und Wissenschaft. Anschließend analysiert das Zentrum mögliche Lösungen zur Unterstützung von Prozessen in der industriellen Fernwartung nicht nur in der Automobilindustrie, sondern auch in Raumfahrtanwendungen. Aus diesem Grund wurde das ZfT 2018 für seine Software Adaptive Management and Security System im Bereich der fortschrittlichen Automatisierungstechnik zum Sieger des Deutschen Telematikpreises in der Kategorie „Vernetzte Produktion“ gekürt.

## Telematik in Weltraumanwendungen
Das Zentrum für Telematik arbeitet außerdem gemeinsam mit dem Zentrum DLR Deutschen der für Luft- und Raumfahrt e.V. an Kleinsatellitenprojekten wie Space Factory 4.0, bei der es um die Entwicklung einer robotergestützten Montage hochmodularer Satelliten auf einem in -Orbit-Plattform basierend Industrie 4.0-Prozessen. Ziele der Space Factory 4.0 sind die Untersuchung von Prozessen zur schnellen Produktion von Kleinsatelliten auf einer In-Orbit-Plattform sowie die Analyse und Erforschung der notwendigen Unterstützungs- und Bodeninfrastruktur unter Berücksichtigung von Industrie 4.0- und Space Guidance (ECSS)-Standards.

## Infrastruktur

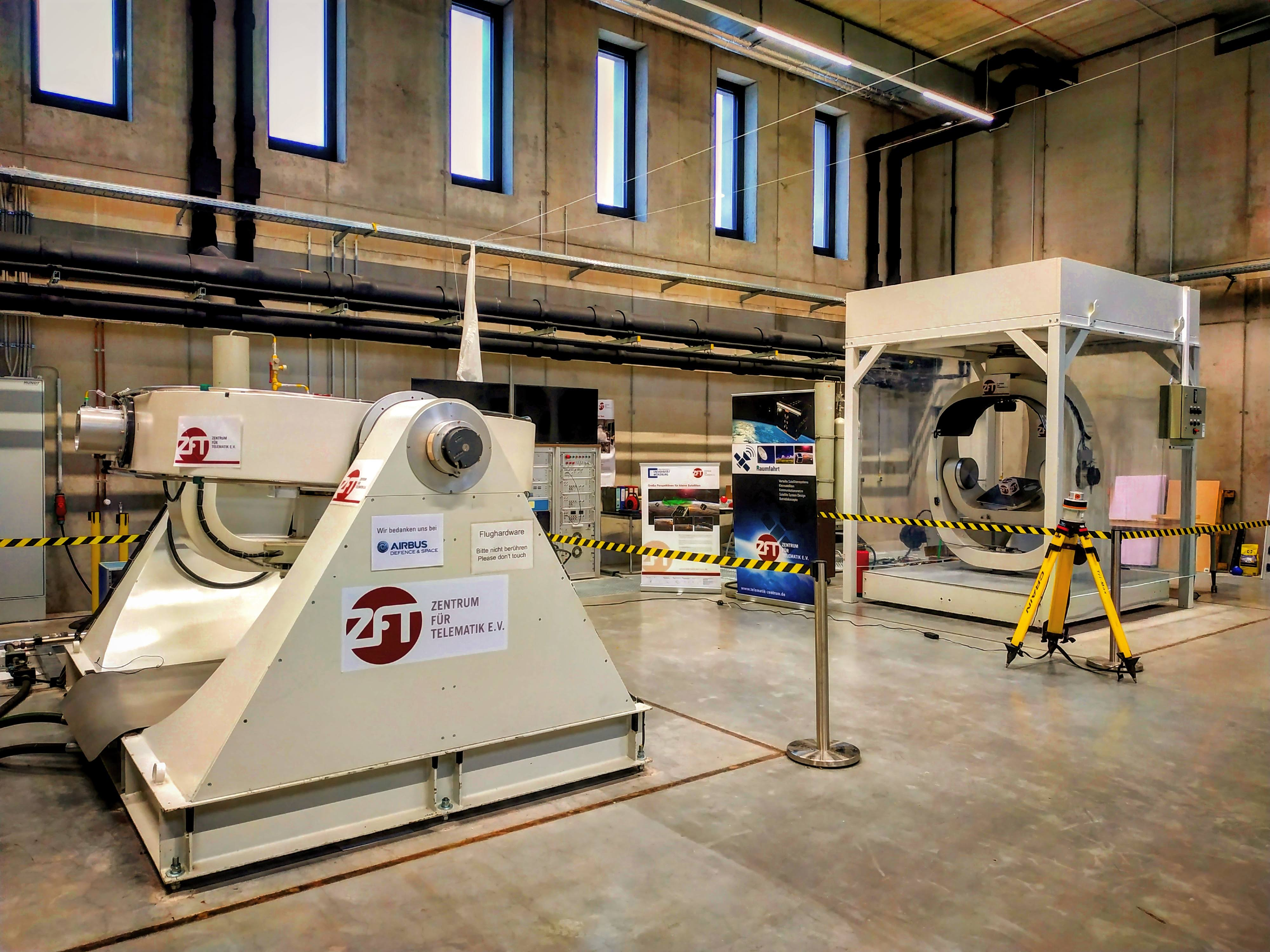
3D motion simulators for attitude determination and control

Für angewandte Forschung und Leistungstests steht in Zusammenarbeit mit der Wissenschaft eine Infrastruktur bestehend aus einer 3-Meter-Satellitenantenne, der Roboterhalle,  industriellen Roboterarmen und zahlreichen mobilen Geräten zur Verfügung, und hochpräzise leistungsstarke Bewegungssimulatoren. 